# 开元旅业集团

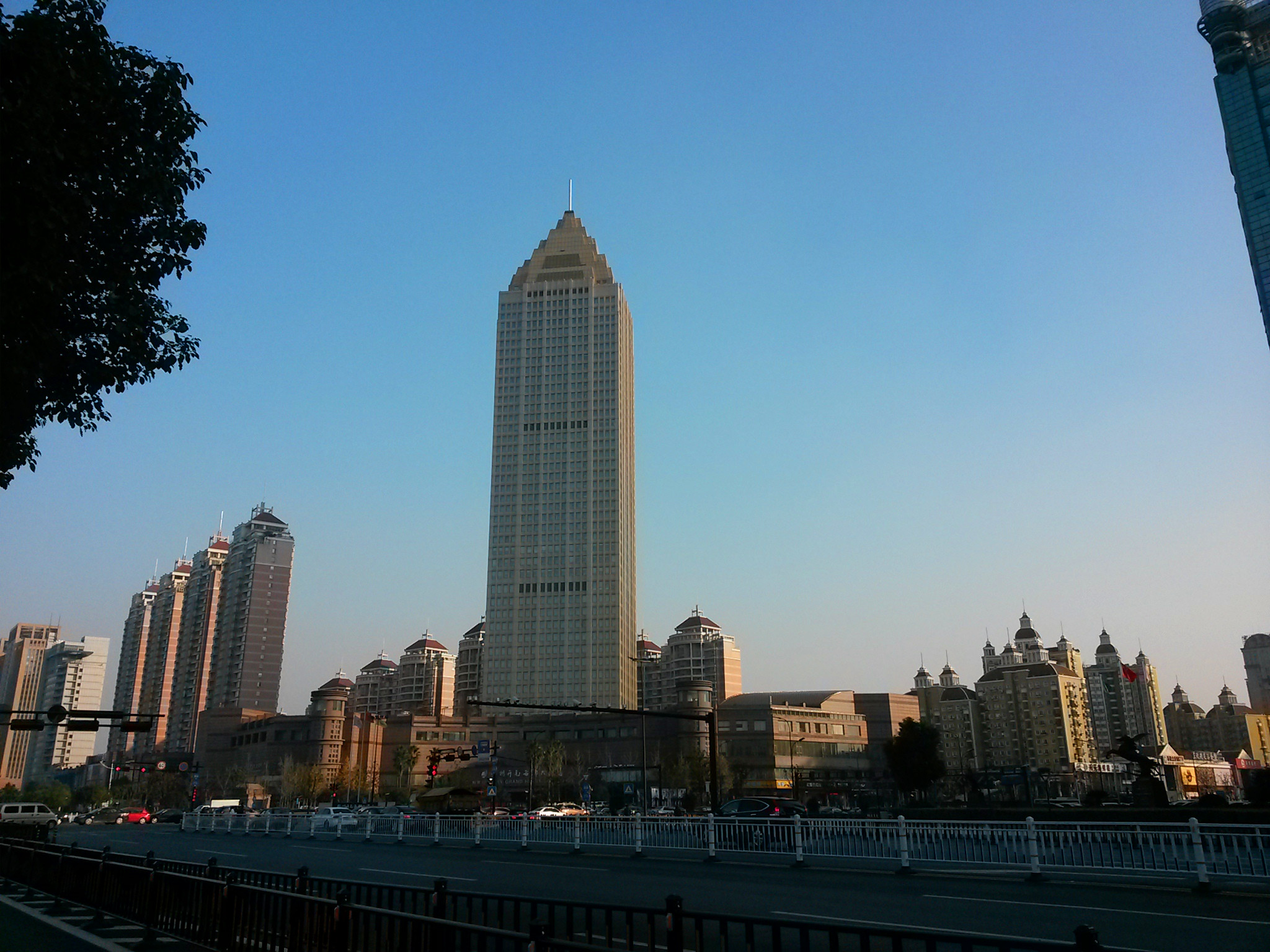
开元旅业集团总部位于萧山开元名都大酒店内

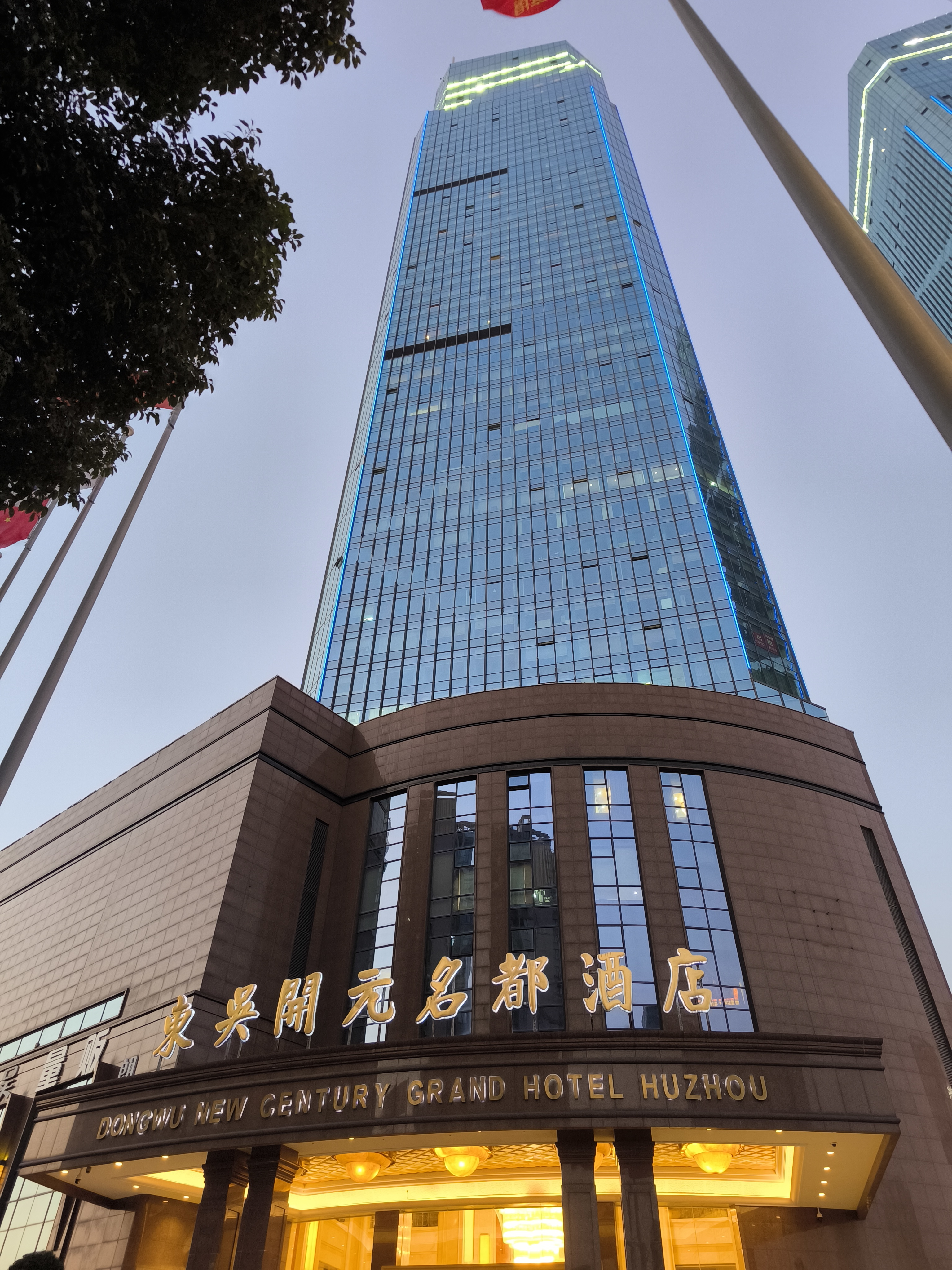
湖州東吳開元名都酒店

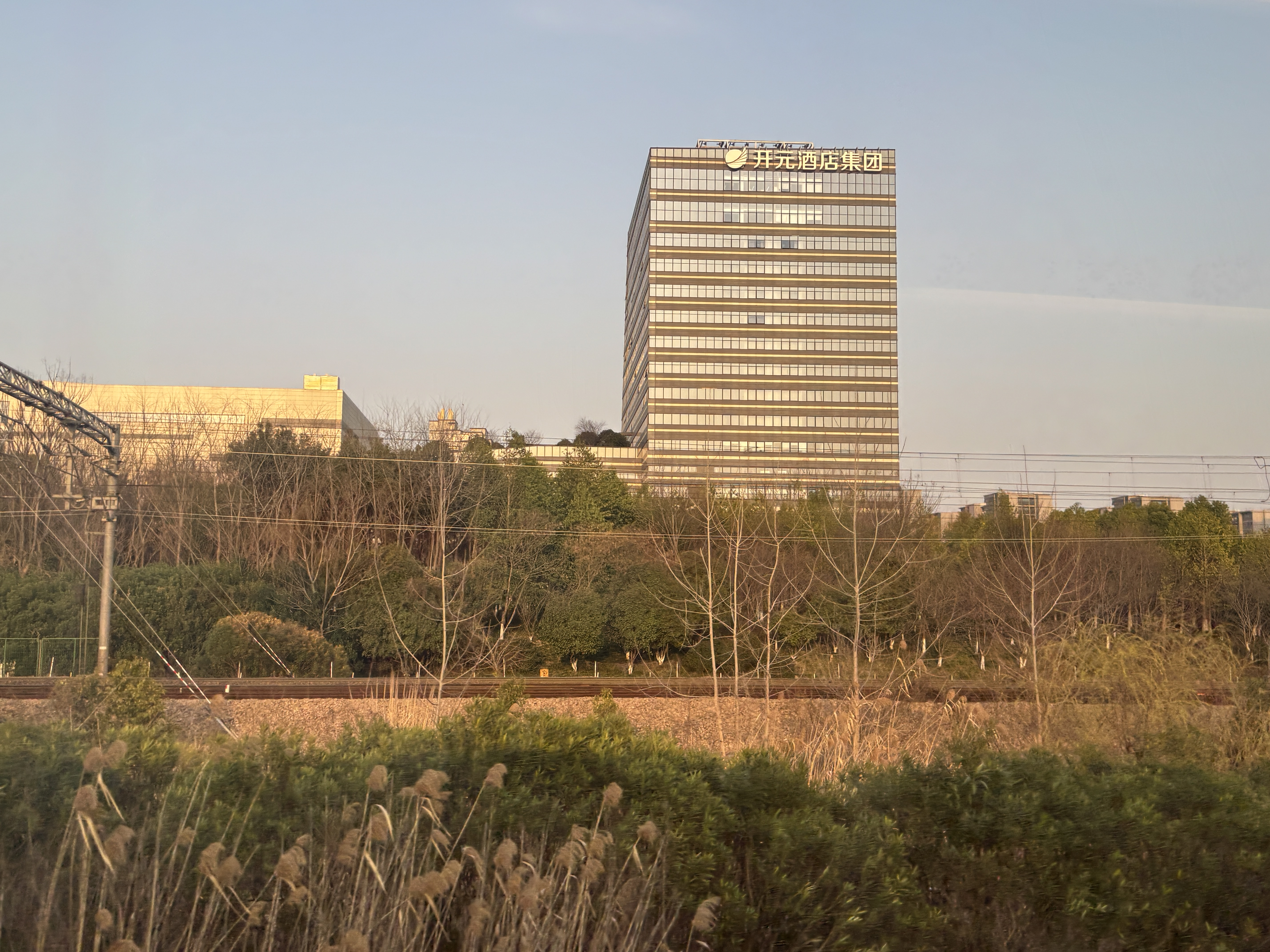
杭州开元名庭酒店

开元旅业集团是总部位于杭州市萧山区的一家旅游产业投资与运营集团，前身是1988年创建的萧山宾馆。截止2012年底，集团拥有200多亿元总资产和24000余名员工，分布在浙江、上海、北京、江苏、安徽、河南、山东、吉林、江西、四川、青海、海南、云南、广西等地的下属企业有100余家。集团创始人和董事长为陈妙林，公司地址位于萧山区市心南路136号。

## 开元酒店集团
开元旗下拥有五大产品系列：
- 开元名都（豪华商务酒店）
- 开元度假村（豪华度假村）
- 开元大酒店（高档商务酒店）
- 开元·曼居酒店（中档商务酒店）
- 开元文化主题酒店（大禹·开元）

## 开元广场

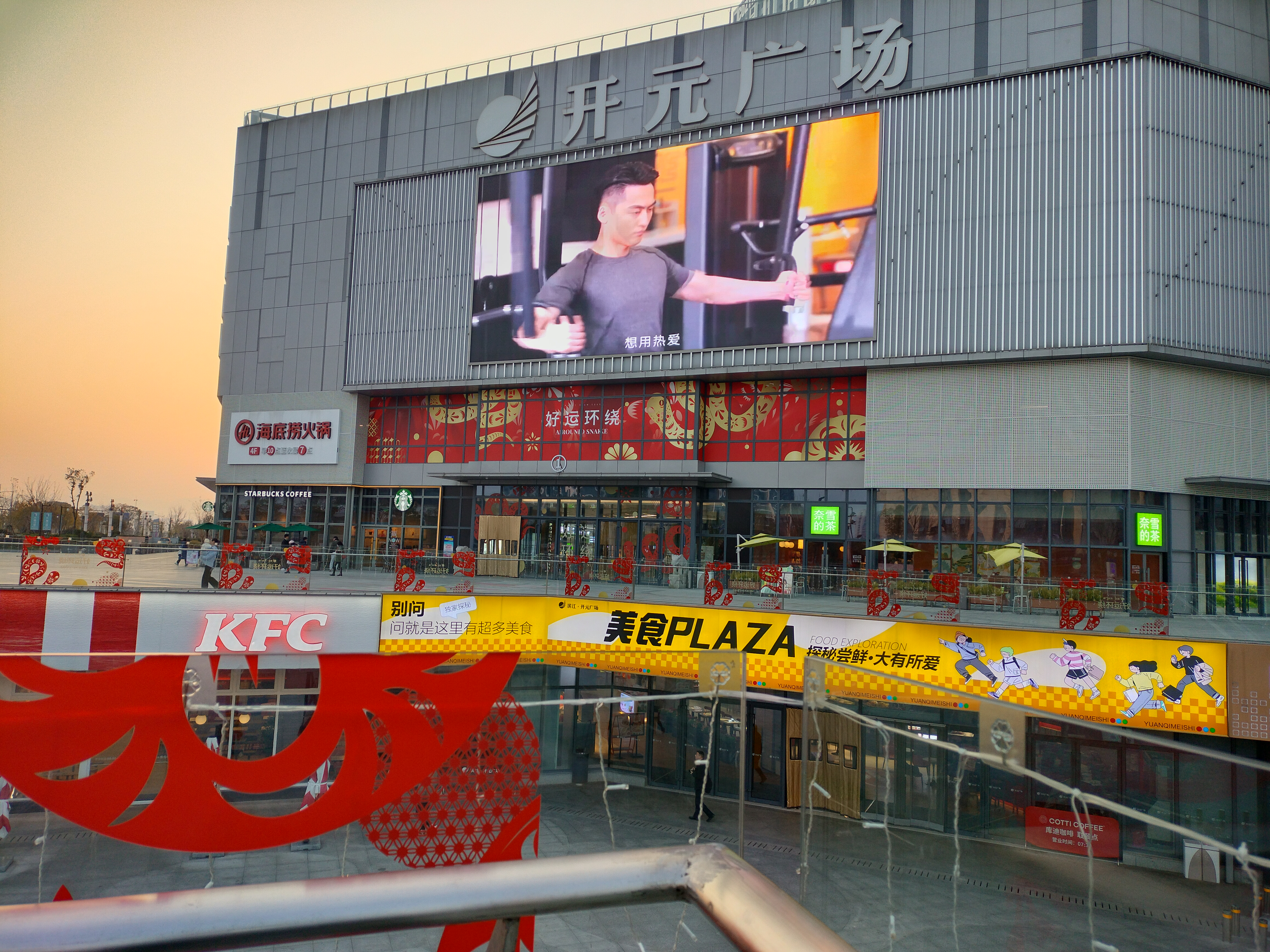
滨江开元广场

- 加州阳光·开元广场，前称为2012年9月开业的加州阳光LSE城市生活广场，位于萧山区金城路333号。
- 萧山开元广场，位于萧山市心南路的城市综合体，包括商场、公寓、写字楼、住宅，商场于2023年11月18日开业。
- 滨江开元广场，2023年12月31日开业，位于滨江区西部的浦沿街道

## 荣誉
集团获得以下荣誉：
- 中国服务业企业500强
- 中国民营企业500强
- 最具规模中国饭店集团第一位
- 中国房地产企业100强